# Bèlberaud
Bèlberaud (francès Belberaud) és un municipi occità del Llenguadoc, en el departament de l'Alta Garona, a la regió d'Occitània.